# Liste der Biografien/Heh
Liste der Biografien |
Portal Biografien |
Personensuche
# |
A |
B |
C |
D |
E |
F |
G |
H |
I |
J |
K |
L |
M |
N |
O |
P |
Q |
R |
S |
T |
U |
V |
W |
X |
Y |
Z |
?
 
Ha |
Hd |
He |
Hi |
Hj |
Hk |
Hl |
Hm |
Hn |
Ho |
Hr |
Hs |
Ht |
Hu |
Hv |
Hw |
Hy
 
Hea |
Heb |
Hec |
Hed |
Hee |
Hef |
Heg |
Heh |
Hei |
Hej |
Hek |
Hel |
Hem |
Hen |
Heo |
Hep |
Heq |
Her |
Hes |
Het |
Heu |
Hev |
Hew |
Hex |
Hey |
Hez
Die Liste der Biografien führt alle Personen auf, die in der deutschsprachigen Wikipedia einen Artikel haben. Dieses ist eine Teilliste mit 45 Einträgen von Personen, deren Namen mit den Buchstaben „Heh“ beginnt.

## Heh

### Hehd
- Hehde, Thomas (* 1963), deutscher Radiomoderator, Fernsehmoderator, Audiolayout-Producer, Musikjournalist, Trainer

### Hehe
- Hehenberger, Josef (* 1940), österreichischer Zisterzienser und Missionar
- Hehenwarter, Ekkehard (1920–2014), österreichischer Geologe
- Hehenwarter, Stefan (* 1995), österreichischer Triathlet
- Heher, Bernhard (* 1962), österreichischer Militärkapellmeister und Heeresmusikchef
- Heher, Georg Achatz (1601–1667), deutscher Jurist, Diplomat und Kanzler
- Heher, Hannes (* 1964), österreichischer Komponist
- Heher, Simone (* 1974), österreichische Schauspielerin und Moderatorin

### Hehi
- Hehir, Paddy (1889–1954), australischer Radrennfahrer
- Hehir, William (1887–1972), britischer Geher

### Hehl
- Hehl, Christian (1969–2022), deutscher Neonazi und Politiker (NPD)Christian Hehl (1969–2022)

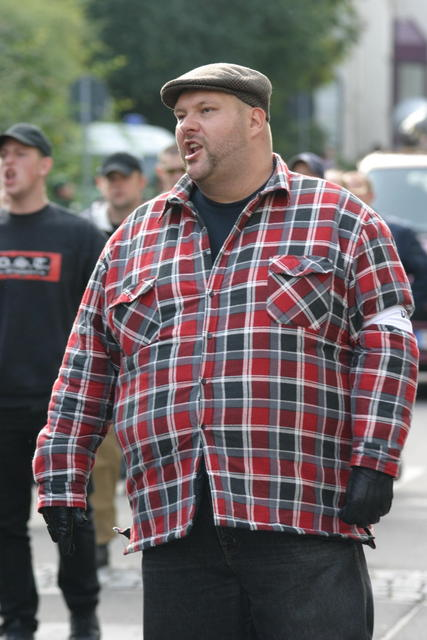
Christian Hehl (1969–2022)

- Hehl, Christoph (1847–1911), deutscher Architekt und Hochschullehrer
- Hehl, Eberhard Friedrich (1765–1847), württembergischer Jurist und Privatgelehrter
- Hehl, Ernst-Dieter (* 1944), deutscher Historiker
- Hehl, Friedrich W. (* 1937), deutscher theoretischer Physiker
- Hehl, Johann Karl Ludwig (1774–1853), deutscher Mineraloge und Geologe
- Hehl, Josef (1885–1953), deutscher Töpfer und Keramikkünstler
- Hehl, Matthäus Gottfried (1705–1787), deutsch-amerikanischer Geistlicher und Bischof der Herrnhuter Brüdergemeine
- Hehl, Maximilian Emil (1861–1916), deutsch-brasilianischer Ingenieur und Kirchenarchitekt
- Hehl, Rudolph Alexander (1839–1911), deutscher Geologe
- Hehl, Stephan (* 1968), deutscher Schauspieler, Kabarettist und Autor
- Hehl, Ulrich von (* 1947), deutscher Historiker
- Hehl, Walter (* 1944), deutsch-schweizerischer Physiker, Informatiker und Philosoph und Autor
- Hehle, Joseph (1842–1928), deutscher Priester, Gymnasiallehrer und Heimatforscher
- Hehlmann, Rüdiger (* 1941), deutscher Leukämieforscher
- Hehlmann, Wilhelm (1901–1997), deutscher Pädagoge und Psychologe

### Hehn
- Hehn, Albert (1908–1983), deutscher Schauspieler
- Hehn, Ilse (* 1943), deutsche Schriftstellerin und bildende Künstlerin
- Hehn, Johann Martin (1743–1793), deutsch-estnischer Geistlicher und Prosaschriftsteller
- Hehn, Johannes (1873–1932), deutscher katholischer Geistlicher, Alttestamentler und Universitätsrektor
- Hehn, Jürgen (* 1944), deutscher Fechter
- Hehn, Jürgen von (1912–1983), baltendeutscher Historiker
- Hehn, Karl (* 1940), deutscher Politiker (CDU), MdL
- Hehn, Sascha (* 1954), deutscher Schauspieler
- Hehn, Victor (1813–1890), deutsch-baltischer Kulturhistoriker
- Hehne, Maurice (* 1997), deutscher Fußballspieler
- Hehner, Adolf (1858–1922), deutscher Jurist und Mitglied des Provinziallandtages der Provinz Hessen-Nassau
- Hehner, Carl (1809–1880), deutscher Jurist und Politiker
- Hehner, Carl (1816–1869), deutscher Jurist und Politiker
- Hehner, Claus (1923–1986), deutscher Architekt, Einhandsegler und Buchautor
- Hehner, Heinrich Karl August (1790–1842), nassauischer Beamter

### Hehr
- Hehr, Addison (1909–1971), US-amerikanischer Filmarchitekt
- Hehr, Friedrich (1879–1952), deutscher Scharfrichter
- Hehr, Kent (* 1969), kanadischer Politiker und Jurist
- Hehrlein, Yacin (* 1964), deutscher Fernsehjournalist und ModeratorYacin Hehrlein (* 1964)

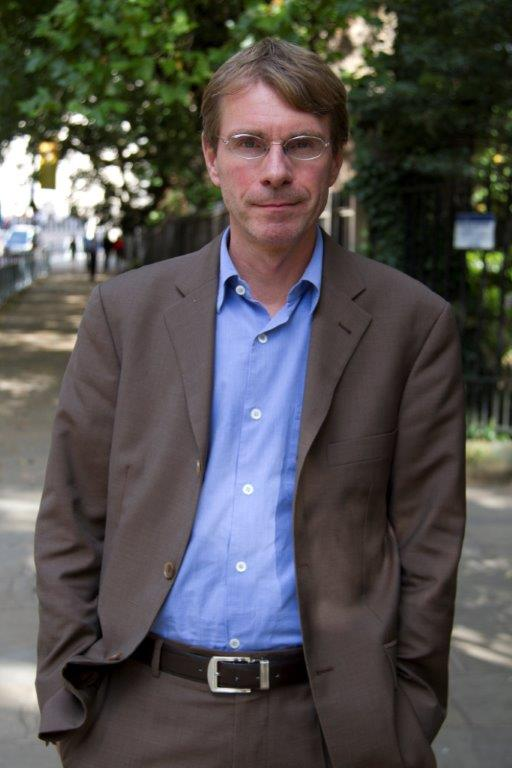
Yacin Hehrlein (* 1964)